# Banjo, el gato vagabundo
Banjo, el gato vagabundo —en inglés: Banjo the Woodpile Cat— es un cortometraje animado de 1979 dirigido por Don Bluth. Sigue la historia de Banjo, un gatito excesivamente curioso y rebelde que, después de meterse en problemas por caerse de una casa para ver si podía aterrizar sobre sus pies, huye de su hogar con pilas de leña en la granja de sus dueños en Payson, Utah por tomar un camión a Salt Lake City. Producida con un presupuesto reducido y creada en el garaje de Bluth, la película tardó cuatro años en realizarse y fue la primera producción de Don Bluth Productions, más tarde Sullivan Bluth Studios. Se estrenó en cines el 16 de noviembre de 1979 y en el Festival de Cine de EE. UU.

## Trama
En una pila de leña en una granja en Payson, Utah, un gatito naranja revoltoso llamado Banjo constantemente hace travesuras, para consternación de su familia. Después de que Banjo desobedece las advertencias de su padre de aprender a cuidar a las hermanas pequeñas de Banjo y, después de que una de las acrobacias de Banjo casi hace que maten a sus hermanas pequeñas, el padre de Banjo se prepara para azotar al gatito y le ordena a Banjo que recupere el interruptor que se usará contra él; Banjo, en cambio, se escapa. Se sube a un camión alimentador a Salt Lake City.
En la gran ciudad, Banjo encuentra emoción al principio, pero pronto provoca un accidente de tráfico masivo. Eventualmente se retira a los callejones, nostálgico y hambriento durante una tormenta eléctrica. Otro gato llamado Crazy Legs descubre a Banjo y se ofrece a ayudarlo a encontrar el camino de regreso a casa. Durante su búsqueda en una noche de nieve, Crazy Legs y Banjo llegan a un club nocturno y solicitan la ayuda de más gatos, incluido un trío de gatos cantantes (Cleo, Melina y Zazu). Más tarde esa noche, mientras buscan el camión que podría llevarlo de regreso a la granja, Banjo y Crazy Legs son perseguidos por una jauría de perros. La pareja apenas escapa y termina en la casa de los gatos cantores para pasar la noche.
A la mañana siguiente, Banjo se despierta y escucha al conductor del camión en la calle. Los gatos se regocijan y se despiden muchas veces antes de que Banjo se suba al camión y finalmente se reúna con su familia, quienes están felices de verlo en casa.

## Elenco
- Sparky Marcus como Banjo
- Scatman Crothers como Crazy Legs
- Beah Richards como Zazu

### Voces adicionales
- Jerry Harper como Freeman (Feed Truck Driver)
- Ken Sansom como Farmer, Warehouse Man y Papa Cat
- Ann E. Beasley como Jean
- Robin Muir como Emily
- Georgette Rampone como Mama Cat, Cleo y Melina

### Cantantes
- Jackie Ward como Melina
- Sally Stevens como Cleo
- Sue Allen como Zazu

## Producción
Esta película se inició como un proyecto paralelo, mientras Don Bluth todavía trabajaba en Disney. Bluth había considerado anteriormente producir un cortometraje basado en el cuento de hadas The Pied Piper of Hamelin, pero sintió que era una producción demasiado grande. Invitó a varios otros jóvenes animadores a su casa por las noches y los fines de semana para descubrir secretos de la animación clásica que sentía que se habían perdido en Disney. El equipo trabajó en el garaje de Bluth. Bluth y animadores como Gary Goldman sintieron que Disney solo intentaba reducir el costo de las películas sin prestar atención a ningún valor artístico. Finalmente renunció a Disney, junto con otros 17 animadores, para terminar esta película y comenzar The Secret of NIMH. Esa audaz salida provocó un retraso en el lanzamiento de The Fox and the Hound de Disney, que todavía estaba en la mitad de la producción. La historia se basa parcialmente en una de las experiencias de la vida real de Don Bluth: mientras vivía en una granja, el gato de su familia, que vivía en una pila de leña cercana, desapareció, solo para regresar a la granja varias semanas después.
Durante la etapa de rodaje, se consideró que se convertiría en un largometraje. Incluía un villano desarrollado: un gato fumador de cigarros con cicatrices llamado Rocko, que tiene similitudes con Warren T. Rat (de An American Tail) y Carface Caruthers (de All Dogs Go to Heaven). Una termita que salva a Banjo de un grupo de niños pequeños en Salt Lake City más tarde se convirtió en Digit en An American Tail. El tono de la película era más oscuro y más parecido a Todos los perros van al cielo, y la batalla culminante entre Crazy Legs y Rocko se inspiró en El libro de la selva de Disney. Sin embargo, se descubrió que rellenar la película y agregar elementos más oscuros no fortalecía la trama, por lo que los cineastas mantuvieron la película como un cortometraje.
Se consideró que se convertiría en un especial de Navidad y habría presentado escenas de acción en vivo de Sparky Marcus hablando con Santa Claus, y la animación tendría más un tema navideño. Don Bluth recordó: "Forzamos la Navidad y no funcionó". A pesar de esta afirmación, Crazy Legs vistiendo brevemente el traje de Santa Claus, los paisajes invernales y las decoraciones aún son evidentes en la película final.
Don Bluth presentó esta película, durante la preproducción, al entonces director del estudio, Ron W. Miller, como una futura propiedad de Disney. Al no ver ningún valor en ello, Miller lo rechazó.
Los efectos de lluvia y nieve que se ven en esta película son pases de acción en vivo reutilizados, descartados por el estudio de Disney, a favor de técnicas más baratas y rápidas.

## Serie derivada
Iconic Apps desarrolló y lanzó una versión de la película al estilo Dragon's Lair con el nombre de Banjo the Woodpile Cat Adventure Game en el iPhone y el iPod Touch en marzo de 2009.

## Posible secuela
Aunque ha habido interés en un renacimiento de la película y los personajes, incluida una secuela, Banjo conoce al rey de los duendes, Bluth ha declarado que hasta ahora desea dejar atrás la película.